# Isorropus purpurata
Isorropus purpurata är en fjärilsart som beskrevs av Butler 1897. Isorropus purpurata ingår i släktet Isorropus och familjen björnspinnare. Inga underarter finns listade i Catalogue of Life.